# Mohammed Kabbani
Pour les articles homonymes, voir Kabbani.
Mohammed Kabbani (né à Beyrouth en 1941) est un homme politique libanais et ingénieur en génie civil.
Il étudie le génie civil à l'université américaine de Beyrouth.
Il devient député sunnite de Beyrouth en 1992. En 1996, il n'est pas réélu.
Il est réélu en 2000, 2005 et 2009 et appartient au bloc parlementaire du Courant du Futur dirigé par Saad Hariri. Il est également président de la Commission parlementaire des Travaux publics, des Transports, de l'Energie et de l'Eau.